# Пейн, Десевио
Десевио Пейн (англ. Desevio Payne; родился 30 ноября 1995 года в Гринвуде, Южная Каролина, США) — американский и нидерландский футболист, защитник клуба ХФК.

## Клубная карьера
Пейн — воспитанник клуба «Гронинген». 22 февраля 2015 года в матче против «Херенвена» он дебютировал в Эредивизи. В том же году Десевио стал обладателем Кубка Нидерландов.

## Международная карьера
В 2015 году в составе молодёжной сборной США Пейн принял участие в молодёжном чемпионате мира в Новой Зеландии. На турнире он сыграл в матчах против команд Новой Зеландии, Колумбии и Сербии.

## Достижения
Клубные
«Гронинген»
- Обладатель Кубка Нидерландов — 2014/15